# Johann Angelius Werdenhagen

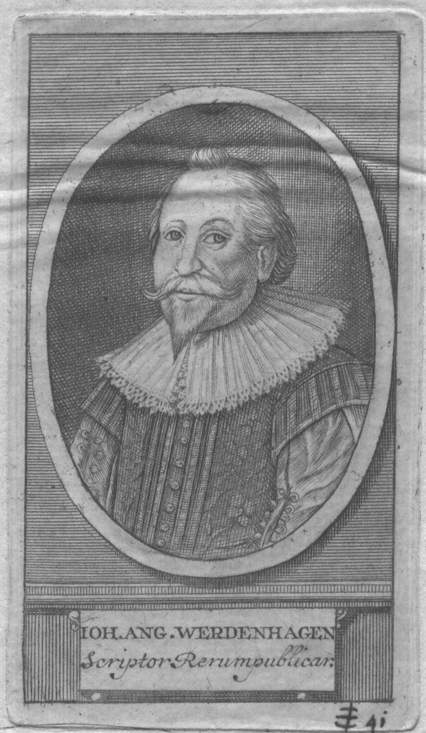
Johann Angelius Werdenhagen, zeitgenössischer Kupferstich

Johann Angelius (von) Werdenhagen (* 1. August 1581 in Helmstedt; † 26. Dezember 1652 in Ratzeburg) war ein deutscher Philosoph, Politologe und Diplomat.

## Leben
Der aus bürgerlicher Familie stammende Werdenhagen wurde bereits als Kind an der Universität Helmstedt immatrikuliert. Ein universitärer Abschluss seiner Studien lässt sich nicht nachweisen. Er reiste 1606 an die Universitäten Jena, Altdorf und Tübingen sowie Heidelberg und Straßburg. 1607 wurde er Konrektor in Salzwedel. Bald darauf ging er zunächst als Hofmeister junger Adliger für drei Jahre an die Universität Leipzig, 1612 war er an der Universität Gießen. Gleichzeitig wurde er von den Braunschweiger Herzögen als Gesandter diplomatisch eingesetzt, so 1611 in Straßburg, 1612 bei der Krönung von Kaiser Matthias, er wurde nach Sachsen wie auch nach Dänemark entsandt.
1616 wurde er gegen den Widerstand von Hochschule und Fakultät Professor für Ethik in Helmstedt. Die Widerstände gegen seine Person waren in seiner religiös fundierten Ablehnung des Humanismus begründet. 1618 fügte er sich und wurde Syndikus der Stadt Magdeburg, wo er mit dem Domkapitel über den von ihm befürworteten Ausgleich zwischen der Stadt und dem Administrator des Erzbistums Markgraf Christian Wilhelm von Brandenburg in Streit geriet. Seine Auffassungen legte er 1622 unter dem Pseudonym Chilobert Jonas nieder. Die Unruhen der Kipper- und Wipperzeit wusste er in Magdeburg mit den aufgebrachten Bürgern zu schlichten. 1626 trat er in den Dienst des Administrators und vertrat diesen beim Niedersächsischen Reichskreis.

Titel De rebuspublicis Hanseaticis

Nachdem er 1627 nicht als Syndikus in der Hansestadt Hamburg angenommen wurde, zog er sich bis 1632 in die Niederlande an die Universität Leiden und nach Den Haag zu Studien zurück. 1631 in Leiden entstand seine Geschichte der Hansestädte De rebuspublicis Hanseaticis earumque nobili confederatione (2. Auflage 1641 in Frankfurt am Main mit Illustrationen von Matthäus Merian). Das Werk wurde insbesondere von seinem Zeitgenossen Hermann Conring heftig kritisiert. Wegen seiner christlichen Schriften, in denen er mit den Lehren und Erkenntnissen Jakob Böhmes sympathisierte, wurde ihm von der lutherischen Orthodoxie Enthusiasmus, ja Atheismus vorgeworfen. Für die Veröffentlichung dieser Schriften bediente er sich teilweise des Pseudonyms Angelus Marianus.
1632 wurde er Geheimrat des Bremer Erzbischofs Johann Friedrich. Nach dessen Tod 1634 trat er wieder in die Dienste der Stadt Magdeburg und des Herzogs August von Braunschweig-Lüneburg. 1634 wurde er nach dem Tod von Herzog Friedrich Ulrich Geheimrat und vertrat das Herzogtum Braunschweig-Lüneburg diplomatisch. 1637 wurde er kaiserlicher Gesandter bei den Hansestädten mit dem Sitz in Lübeck und wurde in den Adelsstand erhoben. Er starb in Ratzeburg auf Besuch bei seiner Tochter, die in erster Ehe mit Abraham Keyser verheiratet und gerade frisch verwitwet war.

## Schriften
- Introductio Universalis in omnes Respublicas, Sive Politica Generalis. Amsterdam: Apud Guilielmum Blaeu 1632 (Volltext bei CAMENA)
- Psychologia vera I. B. T. XL quaestionibus explicata. Amsterdam 1632 (online).